# Leichtathletik-Team-Europameisterschaft 2017
| 7. Leichtathletik-Team-Europameisterschaft                        | 7. Leichtathletik-Team-Europameisterschaft | 7. Leichtathletik-Team-Europameisterschaft | 7. Leichtathletik-Team-Europameisterschaft |
| ----------------------------------------------------------------- | ------------------------------------------ | ------------------------------------------ | ------------------------------------------ |
|                                                                   |                                            |                                            |                                            |
| Resultate Superliga (Endstand nach 40 Entscheidungen)             |                                            |                                            |                                            |
| Villeneuve-d’Ascq – 23. bis 25. Juni 2017 Stadium Lille Métropole |                                            |                                            |                                            |
| Platz                                                             | Land                                       | Land                                       | Punkte                                     |
| 01                                                                | Deutschland                                | Deutschland                                | 323,5                                      |
| 02                                                                | Polen                                      | Polen                                      | 297,5                                      |
| 03                                                                | Frankreich                                 | Frankreich                                 | 274,0                                      |
| 04                                                                | Großbritannien                             | Großbritannien                             | 269,0                                      |
| 05                                                                | Spanien                                    | Spanien                                    | 245,0                                      |
| 06                                                                | Italien                                    | Italien                                    | 224,0                                      |
| 07                                                                | Tschechien                                 | Tschechien                                 | 217,5                                      |
| 08                                                                | Ukraine                                    | Ukraine                                    | 202,5                                      |
| 09                                                                | Griechenland                               | Griechenland                               | 201,5                                      |
| 10                                                                | Belarus                                    | Belarus                                    | 188,5                                      |
| 11                                                                | Niederlande                                | Niederlande                                | 179,0                                      |
| ← Tscheboksary 2015                                               | ← Tscheboksary 2015                        | Bydgoszcz 2019 →                           | Bydgoszcz 2019 →                           |
|  abgestiegen in die 1. Liga der nächsten Team-EM                  |                                            |                                            |                                            |

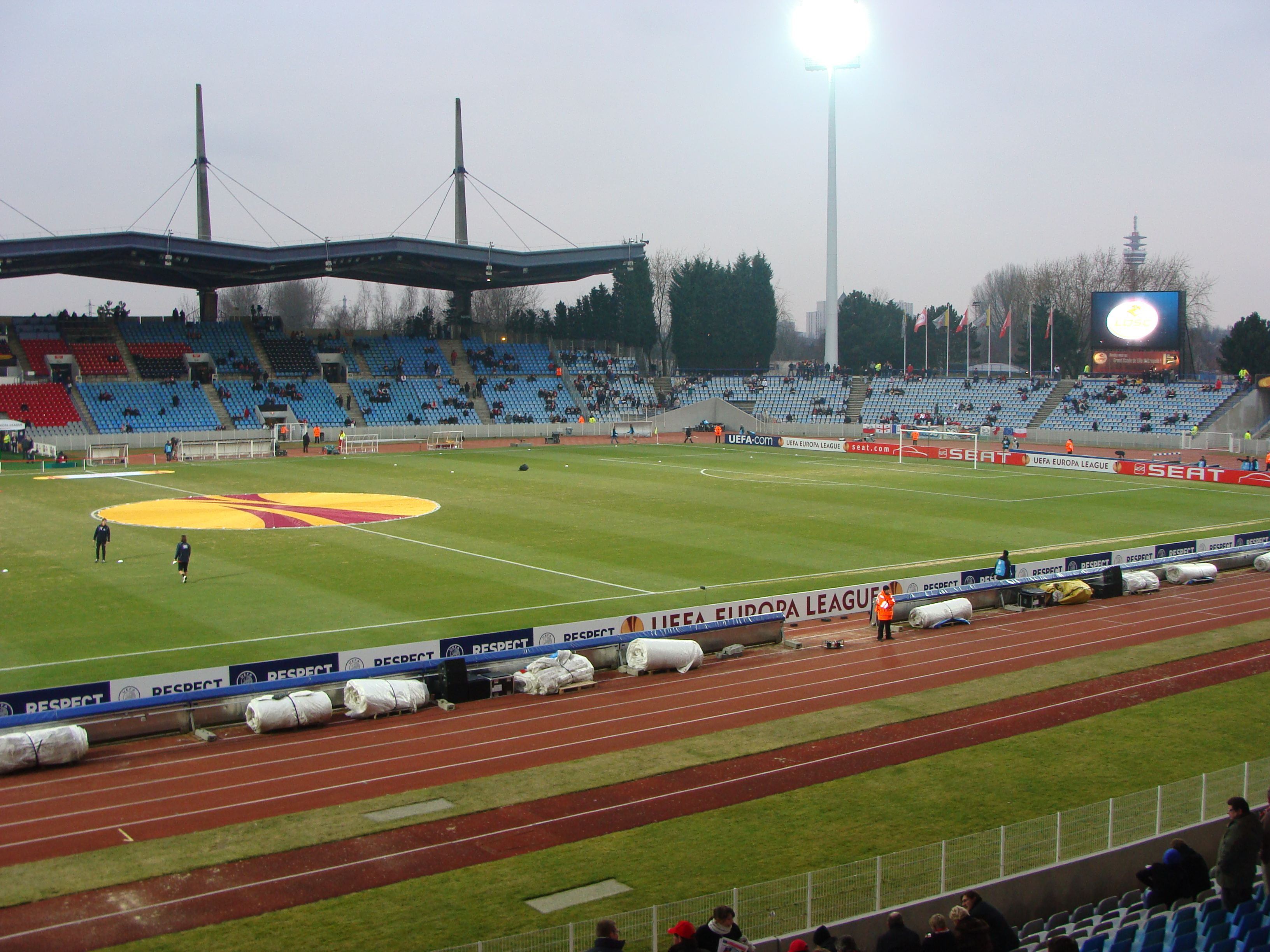
Stadium Lille Métropole im Jahr 2010

Die 7. Leichtathletik-Team-Europameisterschaft (englischer Sponsorenname: 7th SPAR European Team Championships), kurz auch Team-EM, wurde vom 23. bis 25. Juni 2017 ausgetragen und umfasste vierzig Disziplinen (20 Männer, 20 Frauen).

## Superliga
Die Wettkämpfe der obersten Liga fanden im Stadium Lille Métropole von Villeneuve-d’Ascq in der nordfranzösischen Metropolregion Lille statt.
Von der Teilnehmerschaft ausgeschlossen wurde Russland. Grundlage dafür waren die im McLaren-Report ausführlich aufgezeigten Praktiken des russischen Staatsdopings. In anderen Leichtathletikwettbewerben waren Athleten aus diesem Land startberechtigt, wenn sie ihre lückenlose Teilnahme am internationalen Dopingkontrollsystem nachweisen konnten. In einem Mannschaftswettbewerb wie dieser Team-WM musste das Land Russland jedoch ausgeschlossen bleiben. Sollte Russland im kommenden Jahr wieder teilnehmen dürfen, war der Einstieg der Mannschaft in Liga 1 vorgesehen. So nahmen in der Superleague hier nur elf Nationen teil, von denen die beiden letzten in die 1. Liga abstiegen. Dies waren am Ende Belarus und die Niederlande.
Teilnehmer: Belarus, Deutschland, Frankreich, Griechenland, Großbritannien, Italien, Niederlande, Polen, Spanien, Tschechien, Ukraine
Der Deutsche Leichtathletik-Verband (DLV) hatte 49 Athleten (23 Frauen und 26 Männer) nominiert. Das Team verteidigte seinen Titel erfolgreich und gewann die Team-EM zum sechsten Mal. Lediglich 2010 hatte die deutsche Mannschaft den Wettbewerb nicht siegreich beendet – damals gewann Russland vor Großbritannien und Deutschland. In den vierzig Disziplinen wurden sieben Siege und insgesamt 26 Podestplätze erreicht. Die hier benannten Endresultate der Team-Europameisterschaften aus den Vorjahren waren allerdings zum Zeitpunkt der Team-EM hier in Villeneuve-d’Ascq zum Teil noch gar nicht offiziell, denn sie ergaben sich erst nach dem sukzessive Bekanntwerden von dopingbedingten Disqualifikationen zahlreicher Athletinnen und Athleten.

## 1. Liga
Die Wettbewerbe der 1. Liga fanden mit zwölf Teams im Karl’s Stadion der finnischen Stadt Vaasa statt. Wie auch zuvor stiegen ersten drei Mannschaften in die Superliga auf, die beiden letzten in die 2. Liga ab. Als Aufsteiger setzten sich Schweden, Finnland und erstmal die Schweiz durch. Für die beiden letztjährigen Aufsteiger Bulgarien und Dänemark führte der Weg wieder zurück in Liga 2. Begleitet wurden sie vom dritten Absteiger Estland.
Teilnehmer: Belgien, Bulgarien, Dänemark, Estland, Finnland, Irland, Norwegen, Portugal, Rumänien, Schweden, Schweiz, Türkei
Die Schweizer Auswahl bestand aus 48 Athletinnen und Athleten. Zum ersten Mal gelang dem Team mit seinem dritten Rang der Aufstieg in die Superliga. Dabei waren die Frauen klar das starke Geschlecht, sie feierten alle acht Disziplinensiege und errangen 179,5 der 305,5 Punkte.

## 2. Liga
Wie vorgesehen gab es in dieser Klasse eine Umstrukturierung. Statt acht gab es hier nun zwölf Mannschaften, die sich am 24. und 25. Juni im National Athletics Stadium in Tel Aviv begegneten. In diesem Jahr stiegen drei Teams in die 1. Liga auf und drei in die 3. Liga ab. Als Aufsteiger setzten sich Ungarn und die im letzten Jahr noch in der untersten Klasse startende Slowakei durch, hinzu kam Litauen. Absteigen mussten Serbien, Island und Moldawien.
Teilnehmer: Island, Israel, Kroatien, Lettland, Litauen, Moldawien, Österreich, Serbien, Slowakei, Slowenien, Ungarn, Zypern
Der Österreichische Leichtathletik-Verband (ÖLV) hatte 41 Athleten (20 Frauen und 21 Männer) aufgestellt und erreichte den angestrebten Klassenerhalt.

## 3. Liga
Die nach der neuen Einteilung nun noch zehn Länder der 3. Liga traten am 24. und 25. Juni im Matthew Micallef St. John-Athletics Stadium im maltesischen Marsa an. Als Aufsteiger setzten sich Luxemburg sowie Bosnien und Herzegowina durch.
Teilnehmer: AASSE (kombiniertes Team „kleiner Länder“ mit Gibraltar, Liechtenstein, Monaco und San Marino), Andorra, Armenien, Aserbaidschan, Bosnien und Herzegowina, Georgien, Luxemburg, Malta, Montenegro, Nordmazedonien
Luxemburg stellte 38 Sportler (18 Frauen und 20 Männern), gewann in elf Disziplinen und stieg als siegreiche Mannschaft us dieser Klasse in die 2. Liga auf. François Grailet stellte mit 7,58 m einen neuen Landesrekord im Weitsprung auf.

## Modus
Der Wettbewerbskatalog blieb weiter unverändert.
Die Team-EM dagegen wurde in Jahren mit Olympischen Sommerspielen nicht ausgetragen. In Jahren mit Leichtathletik-Europameisterschaften fand die Team-EM nur statt, wenn es nicht in derselben Saison auch Olympische Spiele gab. Nach 2014 wurde dann in allen Jahren mit Leichtathletik-Europameisterschaften keine Team-EM mehr ausgetragen.
Jede Nation war in jeder Disziplin durch jeweils einen Athleten bzw. eine Staffel vertreten. Die Wertungssystematik wurde angewendet wie zuvor: Die Nation des Siegers einer Disziplin erhält in der Team-EM jeweils eine mit der Zahl der Teilnehmer identische Punktzahl, abnehmend bis zur Nation des Letztplatzierten mit einem Punkt. Männer und Frauen werden für das Endresultat gemeinsam gewertet.
Das System des Auf- bzw. Abstiegs zur Festlegung der Teilnehmer in den einzelnen Ligen wurde fortgesetzt. Für die Superliga wurden wegen des Ausschlusses von Russland diesmal nur zwei Absteiger festgelegt. Um die Gesamtzahl der teilnehmenden Teams in der Superliga wieder auf zwölf zu bringen, gab es in Liga 1 drei Aufsteiger, absteigen mussten dort zwei Teams. Aus Liga 2 stiegen somit ebenfalls zwei Nationen auf.
Wie vorgesehen wurde Liga 2 von acht auf zwölf Teilnehmerländer aufgestockt. Die frühere Regelung mit zwei Auf- und zwei Absteigern kam nach der Änderung im Vorjahr nun wieder zur Anwendung. Aus der 3. Liga stiegen entsprechend zwei Teams in die höhere Klasse auf.
Unverändert übernommen wurde die zur Straffung der Veranstaltung im Europacup 1997 eingeführte und 2011 erweiterte Praxis mit Regeländerungen:
- Vertikale Sprünge: Wie üblich erfolgt das Ausscheiden nach drei Fehlversuchen bei einer Höhe. Darüber hinaus ist der Wettkampf für jeden Springer nach insgesamt vier individuellen Fehlversuchen beendet. Steht ein Springer als Sieger fest, darf er so lange weiterspringen, bis er drei Fehlsprünge hintereinander aufweist.
- Horizontale Sprünge/Kugelstoßen/Wurfdisziplinen: Jeder Athlet hat nur maximal vier Versuche. Alle Sportler erreichen die dritte Runde. Die vier danach Bestplatzierten erhalten einen weiteren Versuch. Alle Teilnehmer mit mindestens einem gültigen Versuch erhalten Punkte.

Eine Änderung gab es in der Durchführung und dem Wertungssystem der Einzelrennen, die komplett in Bahnen zu absolvieren waren (100, 200, 400 Meter, 100 Meter Hürden, 110 Meter Hürden, 400 Meter Hürden). Bislang hatten dazu jeweils zwei Läufe stattgefunden. Die Gesamtplatzierungen hatten sich anschließend aus den Zeiten der einzelnen Athleten ergeben. Hier in Lille fanden stattdessen am ersten Tag Ausscheidungsrennen statt, in denen die Läufer mit den drei jeweils schlechtesten Zeiten ausschieden und mit den Punkten 3, 2 und 1 gewertet wurden. Am zweiten bzw. dritten Wettkampftag traten die jeweils acht Besten aus den Ausscheidungsläufen noch einmal an und machten die endgültige Punktewertung in jeweils einem Rennen unter sich aus. Die Staffeln blieben von dieser Regel ausgenommen. Sie wurden weiterhin in zwei Zeitläufen entschieden.

## Sportliche Leistungen
Gute Leistungen gab es durch den Spanier Orlando Ortega, der über 110 Meter Hürden 13,20 s erzielte. Der tschechische Kugelstoßer Tomáš Staněk kam auf 21,63 m. Der Deutsche Robert Harting warf den Diskus 66,30 m weit, dem Tschechen Jakub Vadlejch gelangen im Speerwurf 87,95 m. Die Deutsche Pamela Dutkiewicz absolvierte den 100-Meter-Hürdenlauf in 12,75 s und die Griechin Katerina Stefanidi überquerte im Stabhochsprung 4,70 m.

## Doping
In diesem Jahr waren die Folgen für die Gesamtwertungen in den einzelnen Ligen durch dopingbedingte Disqualifikationen weniger gravierend als in den Jahren zuvor. Es kam nur zu veränderten Werten in den Punktzahlen, nicht jedoch zu Verschiebungen in den Rängen der Teams. Somit gab es auch keine nicht berechtigten Aufsteiger oder Ungerechtigkeiten bei den Absteigern.
Folgende fünf nachträgliche Disqualifikationen durch drei ukrainische Athletinnen sowie jeweils eine Sportlerin aus Belarus und Großbritannien waren aufgrund von Dopingbetrug in sieben Disziplinen zu verzeichnen:
- Olessja Powch, Ukraine – 100-Meter-Lauf, im Ausscheidungsrennen disqualifiziert / 4-mal-100-Meter-Staffel, zunächst Rang drei. In den Dopingproben der Sprinterin von den Olympischen Spielen 2016 wurde bei Nachtests das Sexualhormon Testosteron gefunden. Olessja Powch wurde darauf für vier Jahre gesperrt und ihr wurden alle ab dem 15. Juni 2016 zum 14. Juni 2020 erzielten Ergebnisse aberkannt.[2]
- Olha Semljak, Ukraine – 400-Meter-Lauf, disqualifiziert / 4-mal-400-Meter-Staffel, zunächst Rang zwei. Die Läuferin wurde im März 2019 für acht Jahre gesperrt, nachdem sich bei Nachtests ihrer Dopingproben von den Olympischen Spielen 2016 herausgestellt hatte, dass sie das Sexualhormon Testosteron eingesetzt hatte. Alle ihre seit dem 5. Juli 2016 erzielten Resultate wurden annulliert.[3] Betrogen wurde im 400-Meter-Einzelrennen dadurch vor allem die Tschechin Marcela Pírková, die eigentlich für das Finale startberechtigt gewesen wäre. Disqualifiziert wurde auch die zunächst drittplatzierte ukrainische 4-mal-400-Meter-Staffel, in der Olha Semljak als Schlussläuferin eingesetzt war.
- Wiktorija Pohorjelska, Ukraine – 3000-Meter-Lauf, zunächst Siebte. Im Jahr 2020 wurde die Athletin aufgrund eines nachträglich festgestellten Verstoßes gegen die Antidopingbestimmungen sanktioniert. Sie erhielt eine Sperre von vier Jahren und unter anderem ihr hier in Villeneuve-d’Ascq erzieltes Resultat wurde gestrichen.[4]
- Anastassija Pusakowa, Belarus – 3000-Meter-Hindernislauf, zunächst Achte. Wegen eines Verstoßes gegen die Antidopingbestimmungen vom 7. Juni 2017 wurde die Sportlerin für vier Jahre gesperrt. Alle ihre seit dem Verstoß bis zum Ende der Sperre erzielten Resultate wurden annulliert.[5][6]
- Joanna Blair, Großbritannien – Speerwurf, zunächst Neunte. In der Dopingprobe der Athletin von der Team-EM hier in Villeneuve-d’Ascq wurde das anabole Steroid Metandienon gefunden. Das Vergehen der Werferin wurde mit einer vierjährigen Sperre sanktioniert und ihr hier erzieltes Resultat wurde gestrichen.[7]

## Ergebnisse 1. bis 3.Liga
| Länderwertungen (Endstand nach jeweils 40 Entscheidungen) | Länderwertungen (Endstand nach jeweils 40 Entscheidungen) | Länderwertungen (Endstand nach jeweils 40 Entscheidungen) | Länderwertungen (Endstand nach jeweils 40 Entscheidungen) | Länderwertungen (Endstand nach jeweils 40 Entscheidungen) | Länderwertungen (Endstand nach jeweils 40 Entscheidungen) | Länderwertungen (Endstand nach jeweils 40 Entscheidungen) | Länderwertungen (Endstand nach jeweils 40 Entscheidungen) | Länderwertungen (Endstand nach jeweils 40 Entscheidungen) |
| Liga 1 in Iraklio (GRC)                                   | Liga 1 in Iraklio (GRC)                                   | Liga 1 in Iraklio (GRC)                                   | Liga 2 in Stara Sagora (BGR)                              | Liga 2 in Stara Sagora (BGR)                              | Liga 2 in Stara Sagora (BGR)                              | Liga 3 in Baku (AZE)                                      | Liga 3 in Baku (AZE)                                      | Liga 3 in Baku (AZE)                                      |
| Platz                                                     | Land                                                      | Punkte                                                    | Platz                                                     | Land                                                      | Punkte                                                    | Platz                                                     | Land                                                      | Punkte                                                    |
| --------------------------------------------------------- | --------------------------------------------------------- | --------------------------------------------------------- | --------------------------------------------------------- | --------------------------------------------------------- | --------------------------------------------------------- | --------------------------------------------------------- | --------------------------------------------------------- | --------------------------------------------------------- |
| 01                                                        | Schweden                                                  | 321,5                                                     | 1                                                         | Ungarn                                                    | 372,5                                                     | 01                                                        | Luxemburg                                                 | 318,0                                                     |
| 02                                                        | Finnland                                                  | 315,5                                                     | 2                                                         | Slowakei                                                  | 308,0                                                     | 02                                                        | Georgien                                                  | 263,0                                                     |
| 03                                                        | Schweiz                                                   | 306,5                                                     | 3                                                         | Litauen                                                   | 298,5                                                     | 03                                                        | Malta                                                     | 262,5                                                     |
| 04                                                        | Türkei                                                    | 304,0                                                     | 4                                                         | Slowenien                                                 | 297,0                                                     | 04                                                        | Bosnien und Herzegowina                                   | 261,0                                                     |
| 05                                                        | Norwegen                                                  | 274,5                                                     | 5                                                         | Lettland                                                  | 259,0                                                     | 05                                                        | Montenegro                                                | 245,5                                                     |
| 06                                                        | Portugal                                                  | 269,0                                                     | 6                                                         | Kroatien                                                  | 254,5                                                     | 06                                                        | Armenien                                                  | 218,0                                                     |
| 07                                                        | Rumänien                                                  | 248,0                                                     | 7                                                         | Zypern                                                    | 248,0                                                     | 07                                                        | Nordmazedonien                                            | 181,0                                                     |
| 08                                                        | Irland                                                    | 241,0                                                     | 8                                                         | Israel                                                    | 243,5                                                     | 08                                                        | Andorra                                                   | 133,0                                                     |
| 09                                                        | Belgien                                                   | 234,5                                                     | 9                                                         | Österreich                                                | 241,5                                                     | 09                                                        | AASSE                                                     | 119,0                                                     |
| 10                                                        | Estland                                                   | 204,0                                                     | 10                                                        | Serbien                                                   | 239,5                                                     | 10                                                        | Aserbaidschan                                             | 080,0                                                     |
| 11                                                        | Bulgarien                                                 | 188,5                                                     | 11                                                        | Island                                                    | 182,5                                                     |                                                           |                                                           |                                                           |
| 12                                                        | Dänemark                                                  | 188,0                                                     | 12                                                        | Moldau                                                    | 166,5                                                     |                                                           |                                                           |                                                           |

 qualifiziert für die nächsthöhere Liga der kommenden Team-EM

 abgestiegen in die nächst untere Liga der kommenden Team-EM

## Legende
Kurze Übersicht zur Bedeutung der Symbolik – so üblicherweise auch in sonstigen Veröffentlichungen verwendet:
| DNS   | nicht am Start (did not start)">DNS   |
| DNF   | nicht im Ziel (did not finish)        |
| DSQ   | disqualifiziert                       |
| DOP   | wegen Dopingvergehens disqualifiziert |
| NMW   | keine Weite (No Mark)                 |
| ogV   | ohne gültigen Versuch                 |
| k. A. | keine Angabe                          |

## Superliga: Resultate der Einzeldisziplinen

### Männer

#### 100 m

##### Ausscheidungsrennen 1
| Platz  | Athlet                 | Land | Zeit (s) |
| ------ | ---------------------- | ---- | -------- |
| 1 (01) | Harry Aikines-Aryeetey | GBR  | 10,33    |
| 2 (02) | Julian Reus            | GER  | 10,36    |
| 3 (06) | Federico Cattaneo      | ITA  | 10,54    |
| 4 (08) | Zdeněk Stromšík        | CZE  | 10,60    |
| 5 (10) | Wolodymyr Suprun       | UKR  | 10,78    |

In Klammern: Platzierung in der Gesamtwertung aus beiden Läufen
Die Sprinter auf den Rängen eins bis acht qualifizierten sich für das Finale. Die Teilnehmer auf den Plätzen neun bis elf schieden aus und gingen mit den hier erreichten Punkten in die Wertung ein.
 ausgeschieden
Datum: 23. Juni
Wind: +0,9 m/s

##### Ausscheidungsrennen 2
| Platz  | Athlet                      | Land | Zeit (s) |
| ------ | --------------------------- | ---- | -------- |
| 1 (03) | Churandy Martina            | NED  | 10,39    |
| 2 (04) | Lykourgos-Stefanos Tsakonas | GRC  | 10,39    |
| 3 (05) | Stuart Dutamby              | FRA  | 10,52    |
| 4 (07) | Ángel David Rodríguez       | ESP  | 10,58    |
| 5 (09) | Dominik Kopeć               | POL  | 10,70    |
| 6 (11) | Dzianis Konanau             | BLR  | 10,88    |

In Klammern: Platzierung in der Gesamtwertung aus beiden Läufen
Die Sprinter auf den Rängen eins bis acht qualifizierten sich für das Finale. Die Teilnehmer auf den Plätzen neun bis elf schieden aus und gingen mit den hier erreichten Punkten in die Wertung ein.
 ausgeschieden
Datum: 23. Juni
Wind: −1,0 m/s

##### Finale
| Platz | Athlet                      | Land | Zeit (min) |
| ----- | --------------------------- | ---- | ---------- |
| 1     | Harry Aikines-Aryeetey      | GBR  | 10,21      |
| 2     | Julian Reus                 | GER  | 10,27      |
| 3     | Churandy Martina            | NED  | 10,30      |
| 4     | Lykourgos-Stefanos Tsakonas | GRC  | 10,37      |
| 5     | Ángel David Rodríguez       | ESP  | 10,39      |
| 6     | Zdeněk Stromšík             | CZE  | 10,43      |
| 7     | Federico Cattaneo           | ITA  | 10,47      |
| 8     | Stuart Dutamby              | FRA  | 10,48      |

Datum: 24. Juni
Wind: −0,7 m/s

#### 200 m

##### Ausscheidungsrennen 1
| Platz | Athlet                      | Land | Zeit (s) |
| ----- | --------------------------- | ---- | -------- |
| 1 (1) | Lykourgos-Stefanos Tsakonas | GRC  | 20,33    |
| 2 (2) | Serhij Smelyk               | UKR  | 20,75    |
| 3 (3) | Sam Miller                  | GBR  | 20,88    |
| 4 (4) | Aleixo-Platini Menga        | GER  | 20,90    |
| 5 (8) | Óscar Husillos              | ESP  | 21,20    |

In Klammern: Platzierung in der Gesamtwertung aus beiden Läufen
Die Sprinter auf den Rängen eins bis acht qualifizierten sich für das Finale. Die Teilnehmer auf den Plätzen neun bis elf schieden aus und gingen mit den hier erreichten Punkten in die Wertung ein.
Datum: 23. Juni
Wind: +1,2 m/s

##### Ausscheidungsrennen 2
| Platz  | Athlet                | Land | Zeit (s) |
| ------ | --------------------- | ---- | -------- |
| 1 (05) | Karol Zalewski        | POL  | 21,00    |
| 2 (06) | Pavel Maslák          | CZE  | 21,04    |
| 3 (07) | Méba-Mickaël Zézé     | FRA  | 21,16    |
| 4 (09) | Solomon Bockarie      | NED  | 21,25    |
| 5 (10) | Antonio Infantino     | ITA  | 21,29    |
| 6 (11) | Stanislau Darahakupez | BLR  | 21,66    |

In Klammern: Platzierung in der Gesamtwertung aus beiden Läufen
Die Sprinter auf den Rängen eins bis acht qualifizierten sich für das Finale. Die Teilnehmer auf den Plätzen neun bis elf schieden aus und gingen mit den hier erreichten Punkten in die Wertung ein.
 ausgeschieden
Datum: 23. Juni
Wind: +0,1 m/s

##### Finale
| Platz | Athlet                      | Land | Zeit (min) |
| ----- | --------------------------- | ---- | ---------- |
| 1     | Serhij Smelyk               | UKR  | 20,53      |
| 2     | Méba-Mickaël Zézé           | FRA  | 20,57      |
| 3     | Lykourgos-Stefanos Tsakonas | GRC  | 20,59      |
| 4     | Pavel Maslák                | CZE  | 20,66      |
| 5     | Sam Miller                  | GBR  | 20,79      |
| 6     | Karol Zalewski              | POL  | 20,87      |
| 7     | Aleixo-Platini Menga        | GER  | 20,90      |
| 8     | Óscar Husillos              | ESP  | 20,97      |

Datum: 24. Juni
Wind: +0,4 m/s

#### 400 m

##### Ausscheidungsrennen 1
| Platz | Athlet         | Land | Zeit (s) |
| ----- | -------------- | ---- | -------- |
| 1 (2) | Dwayne Cowan   | GBR  | 46,04    |
| 2 (5) | Rafał Omelko   | POL  | 46,38    |
| 3 (6) | Samuel García  | ESP  | 46,79    |
| 4 (7) | Johannes Trefz | GER  | 46,96    |
| 5 (9) | Patrik Šorm    | CZE  | 47,25    |

In Klammern: Platzierung in der Gesamtwertung aus beiden Läufen
Die Sprinter auf den Rängen eins bis acht qualifizierten sich für das Finale. Die Teilnehmer auf den Plätzen neun bis elf schieden aus und gingen mit den hier erreichten Punkten in die Wertung ein.
 ausgeschieden
Datum: 23. Juni

##### Ausscheidungsrennen 2
| Platz  | Athlet              | Land | Zeit (s) |
| ------ | ------------------- | ---- | -------- |
| 1 (01) | Davide Re           | ITA  | 45,85    |
| 2 (03) | Teddy Atine-Venel   | FRA  | 46,12    |
| 3 (04) | Liemarvin Bonevacia | NED  | 46,36    |
| 4 (08) | Witalij Butrym      | UKR  | 47,13    |
| 5 (10) | Maksim Hrabarenka   | BLR  | 48,32    |
| 6 (11) | Michail Pappas      | GRC  | 48,65    |

In Klammern: Platzierung in der Gesamtwertung aus beiden Läufen
Die Sprinter auf den Rängen eins bis acht qualifizierten sich für das Finale. Die Teilnehmer auf den Plätzen neun bis elf schieden aus und gingen mit den hier erreichten Punkten in die Wertung ein.
 ausgeschieden
Datum: 23. Juni

##### Finale
| Platz | Athlet              | Land | Zeit (min) |
| ----- | ------------------- | ---- | ---------- |
| 1     | Dwayne Cowan        | GBR  | 45,46      |
| 2     | Rafał Omelko        | POL  | 45,53      |
| 3     | Davide Re           | ITA  | 45,56      |
| 4     | Samuel García       | ESP  | 45,60      |
| 5     | Teddy Atine-Venel   | FRA  | 45,93      |
| 6     | Johannes Trefz      | GER  | 46,54      |
| 7     | Witalij Butrym      | UKR  | 46,95      |
| DSQ   | Liemarvin Bonevacia | NED  |            |

Datum: 24. Juni

#### 800 m
| Platz | Athlet             | Land | Zeit (min) |
| ----- | ------------------ | ---- | ---------- |
| 01    | Thijmen Kupers     | NED  | 1:47,18    |
| 02    | Giordano Benedetti | ITA  | 1:47,94    |
| 03    | James Bowness      | GBR  | 1:48,19    |
| 04    | Jewhen Huzol       | UKR  | 1:48,26    |
| 05    | Yan Sloma          | BLR  | 1:48,32    |
| 06    | Álvaro de Arriba   | ESP  | 1:48,54    |
| 07    | Filip Šnejdr       | CZE  | 1:48,61    |
| 08    | Samir Dahmani      | FRA  | 1:48,65    |
| 09    | Christoph Kessler  | GER  | 1:48,89    |
| 10    | Athanasios Kalakos | GRC  | 1:48,19    |
| DSQ   | Adam Kszczot       | POL  | 1:48,19    |

Datum: 25. Juni

#### 1500 m
| Platz | Athlet                      | Land | Zeit (min) |
| ----- | --------------------------- | ---- | ---------- |
| 01    | Marcin Lewandowski          | POL  | 3:53,40    |
| 02    | Jake Wightman               | GBR  | 3:53,72    |
| 03    | Timo Benitz                 | GER  | 3:54,28    |
| 04    | Mahiedine Mekhissi-Benabbad | FRA  | 3:54,54    |
| 05    | Filip Sasínek               | CZE  | 3:54,56    |
| 06    | Marc Alcalá                 | ESP  | 3:54,89    |
| 07    | Joao Bussotti               | ITA  | 3:55,36    |
| 08    | Vincent Hazeleger           | NED  | 3:55,90    |
| 09    | Volodymyr Kyts              | UKR  | 3:55,90    |
| 10    | Andreas Dimitrakis          | GRC  | 3:55,90    |
| 11    | Arzjom Lohisch              | BLR  | 3:57,87    |

Datum: 24. Juni

#### 3000 m
| Platz | Athlet             | Land | Zeit (min) |
| ----- | ------------------ | ---- | ---------- |
| 01    | Jakub Holuša       | CZE  | 7:57,60    |
| 02    | Marc Scott         | GBR  | 7:58,52    |
| 03    | Carlos Mayo        | ESP  | 7:58,97    |
| 04    | Yoann Kowal        | FRA  | 7:59,61    |
| 05    | Marcel Fehr        | GER  | 8:00,52    |
| 06    | Yassin Boubi       | ITA  | 8:01,80    |
| 07    | Stanislaw Maslow   | UKR  | 8:02,11    |
| 08    | Richard Douma      | NED  | 8:08,24    |
| 09    | Richard Douma      | NED  | 8:11,90    |
| 10    | Andreas Dimitrakis | GRC  | 8:11,90    |
| 11    | Arzjom Lohisch     | BLR  | 8:37,54    |

Datum: 25. Juni

#### 5000 m
| 01 | Antonio Abadía        | ESP | 13:59,40 |
| 02 | Nick Goolab           | GBR | 13:59,72 |
| 03 | Amanal Petros         | GER | 13:59,83 |
| 04 | Marouan Razine        | ITA | 14:02,62 |
| 05 | Szymon Kulka          | POL | 14:04,59 |
| 06 | Félix Bour            | FRA | 14:05,11 |
| 07 | Yehor Zhukov          | UKR | 14:15,26 |
| 08 | Uladsislau Pramau     | BLR | 14:16,98 |
| 09 | Konstadinos Gelaouzos | GRC | 14:22,41 |
| 10 | Bart van Nunen        | NED | 14:22,77 |
| 11 | Jakub Zemaník         | CZE | 14:48,83 |

Datum: 24. Juni

#### 110 m Hürden

##### Ausscheidungsrennen 1
| Platz  | Athlet                  | Land | Zeit (s) |
| ------ | ----------------------- | ---- | -------- |
| 1 (01) | David Omoregie          | GBR  | 13,34    |
| 2 (02) | Orlando Ortega          | ESP  | 13,36    |
| 3 (05) | Konstandinos Douvalidis | GRC  | 13,54    |
| 4 (06) | Koen Smet               | NED  | 13,65    |
| 5 (09) | Witalij Parachonka      | BLR  | 13,85    |

In Klammern: Platzierung in der Gesamtwertung aus beiden Läufen
Die Hürdensprinter auf den Rängen eins bis acht qualifizierten sich für das Finale. Die Teilnehmer auf den Plätzen neun bis elf schieden aus und gingen mit den hier erreichten Punkten in die Wertung ein.
 ausgeschieden
Datum: 23. Juni
Wind: ±0,0 m/s

##### Ausscheidungsrennen 2
| Platz  | Athlet           | Land | Zeit (s) |
| ------ | ---------------- | ---- | -------- |
| 1 (03) | Damian Czykier   | POL  | 13,48    |
| 2 (04) | Aurel Manga      | FRA  | 13,52    |
| 3 (07) | Erik Balnuweit   | GER  | 13,76    |
| 4 (08) | Lorenzo Perini   | ITA  | 13,77    |
| 5 (10) | Václav Sedlák    | CZE  | 13,98    |
| 6 (11) | Artem Schamatryn | UKR  | 14,33    |

In Klammern: Platzierung in der Gesamtwertung aus beiden Läufen
Die Hürdensprinter auf den Rängen eins bis acht qualifizierten sich für das Finale. Die Teilnehmer auf den Plätzen neun bis elf schieden aus und gingen mit den hier erreichten Punkten in die Wertung ein.
 ausgeschieden
Datum: 23. Juni
Wind: +1,0 m/s

##### Finale
| Platz | Athlet                  | Land | Zeit (min) |
| ----- | ----------------------- | ---- | ---------- |
| 1     | Orlando Ortega          | ESP  | 13,20      |
| 2     | Aurel Manga             | FRA  | 13,35      |
| 3     | David Omoregie          | GBR  | 13,36      |
| 4     | Damian Czykier          | POL  | 13,40      |
| 5     | Konstandinos Douvalidis | GRC  | 13,42      |
| 6     | Erik Balnuweit          | GER  | 13,60      |
| 7     | Lorenzo Perini          | ITA  | 13,62      |
| 8     | Koen Smet               | NED  | 13,66      |

Datum: 25. Juni
Wind: +0,2 m/s

#### 400 m Hürden

##### Ausscheidungsrennen 1
| Platz | Athlet           | Land | Zeit (s) |
| ----- | ---------------- | ---- | -------- |
| 1 (1) | Jack Green       | GBR  | 49,96    |
| 2 (5) | Patryk Dobek     | POL  | 50,53    |
| 3 (6) | Ludvy Vaillant   | FRA  | 50,62    |
| 4 (8) | Danylo Danylenko | UKR  | 51,30    |
| 5 (9) | Nick Smidt       | NED  | 51,32    |

In Klammern: Platzierung in der Gesamtwertung aus beiden Läufen
Die Hürdenläufer auf den Rängen eins bis acht qualifizierten sich für das Finale. Die Teilnehmer auf den Plätzen neun bis elf schieden aus und gingen mit den hier erreichten Punkten in die Wertung ein.
 ausgeschieden
Datum: 23. Juni

##### Ausscheidungsrennen 2
| Platz  | Athlet                         | Land | Zeit (s) |
| ------ | ------------------------------ | ---- | -------- |
| 1 (02) | Sergio Fernández               | ESP  | 50,28    |
| 2 (03) | José Reynaldo Bencosme de Leon | ITA  | 50,42    |
| 3 (04) | Vít Müller                     | CZE  | 50,47    |
| 4 (07) | Felix Franz                    | GER  | 51,06    |
| 5 (10) | Nikita Yakovlev                | BLR  | 51,58    |
| 6 (11) | Konstantinos Nakos             | GRC  | 52,16    |

In Klammern: Platzierung in der Gesamtwertung aus beiden Läufen
Die Hürdenläufer auf den Rängen eins bis acht qualifizierten sich für das Finale. Die Teilnehmer auf den Plätzen neun bis elf schieden aus und gingen mit den hier erreichten Punkten in die Wertung ein.
 ausgeschieden
Datum: 23. Juni

##### Finale
| Platz | Athlet                         | Land | Zeit (min) |
| ----- | ------------------------------ | ---- | ---------- |
| 1     | Jack Green                     | GBR  | 49,47      |
| 2     | Sergio Fernández               | ESP  | 49,72      |
| 3     | Patryk Dobek                   | POL  | 49,79      |
| 4     | José Reynaldo Bencosme de Leon | ITA  | 49,85      |
| 5     | Ludvy Vaillant                 | FRA  | 50,02      |
| 6     | Vít Müller                     | CZE  | 50,85      |
| 7     | Felix Franz                    | GER  | 50,95      |
| 8     | Danylo Danylenko               | UKR  | 51,03      |

Datum: 24. Juni

#### 3000 m Hindernis
| Platz | Athlet                      | Land | Zeit (min) |
| ----- | --------------------------- | ---- | ---------- |
| 01    | Mahiedine Mekhissi-Benabbad | FRA  | 8:26,71    |
| 02    | Sebastián Martos            | ESP  | 8:27,46    |
| 03    | Krystian Zalewski           | POL  | 8:33,02    |
| 04    | Rob Mullett                 | GBR  | 8:33,99    |
| 05    | Abdoullah Bamoussa          | ITA  | 8:38,12    |
| 06    | Tim Stegemann               | GER  | 8:42,77    |
| 07    | Siarhei Litouchyk           | BLR  | 8:47,62    |
| 08    | Noah Schutte                | NED  | 8:53,09    |
| 09    | Nikólaos Gótsis             | GRC  | 8:59,20    |
| 10    | Lukáš Olejníček             | CZE  | 8:59,61    |
| 11    | Roman Rostykus              | UKR  | 9:15,09    |

Datum: 25. Juni

#### 4 × 100 m Staffel

##### Lauf 1
| Platz | Besetzung      | Land                                                               | Zeit (s) |
| ----- | -------------- | ------------------------------------------------------------------ | -------- |
| 1 (1) | Großbritannien | Chijindu Ujah Zharnel Hughes Daniel Talbot Harry Aikines-Aryeetey  | 38,08    |
| 2 (2) | Deutschland    | Julian Reus Robert Hering Roy Schmidt Aleixo-Platini Menga         | 38,30    |
| 3 (3) | Frankreich     | Ben Bassaw Gautier Dautremer Méba-Mickaël Zézé Guy-Elphège Anouman | 38,68    |
| 4 (6) | Polen          | Dominik Kopeć Przemysław Słowikowski Karol Zalewski Dariusz Kuć    | 39,21    |
| 5 (8) | Tschechien     | Dominik Záleský Jan Veleba Jan Jirka Zdeněk Stromšík               | 39,73    |
| 6 (9) | Spanien        | Adrián Pērez Javier Sanz Daniel Cerdan Ángel David Rodríguez       | 40,05    |

In Klammern: Platzierung in der Gesamtwertung aus beiden Läufen
Datum: 24. Juni

##### Lauf 2
| Platz | Besetzung    | Land                                                                                | Zeit (s) |
| ----- | ------------ | ----------------------------------------------------------------------------------- | -------- |
| 1 (4) | Niederlande  | Giovanni Codrington Churandy Martina Wouter Brus Roelf Bouwmeester                  | 39,07    |
| 2 (5) | Italien      | Antonio Infantino Fausto Desalu Gaetano Di Franco Hillary Wanderson Polanco Rijo    | 39,08    |
| 3 (7) | Griechenland | Konstadínos Zíkos Konstandinos Douvalidis Panagiotis Trivyzas Ioannis Nyfandopoulos | 39,42    |
| 4 (9) | Belarus      | Yegor Papaou Stanislau Darahakupez Ilya Sirotsiuk Dzianis Konanau                   | 40,05    |
| DSQ   | Ukraine      | Roman Krawzow Emil Ibrahimow Wolodymyr Suprun Serhij Smelyk                         |          |

In Klammern: Platzierung in der Gesamtwertung aus beiden Läufen
Datum: 24. Juni

#### 4 × 400 m Staffel

##### Lauf 1
| Platz | Besetzung      | Land                                                              | Zeit (min) |
| ----- | -------------- | ----------------------------------------------------------------- | ---------- |
| 1 (4) | Polen          | Łukasz Krawczuk Michał Pietrzak Jakub Krzewina Rafał Omelko       | 3:03,86    |
| 2 (5) | Frankreich     | Gilles Biron Thomas Jordier Mamadou Kassé Hann Yoann Décimus      | 3:03,92    |
| 3 (6) | Deutschland    | Patrick Schneider Torben Junker Johannes Trefz Constantin Schmidt | 3:04,64    |
| 4 (7) | Italien        | Vladimir Aceti Michele Tricca Brayan Lopez Fausto Desalu          | 3:06,35    |
| 5 (8) | Ukraine        | Danylo Danylenko Jewhen Huzol Oleksij Posdnjakow Witalij Butrym   | 3:07,03    |
| 6 (9) | Großbritannien | Rabah Yousif Sam Miller Jarryd Dunn Cameron Chalmers              | 3:07,49    |

In Klammern: Platzierung in der Gesamtwertung aus beiden Läufen
Datum: 25. Juni

##### Lauf 2
| Platz  | Besetzung    | Land                                                                         | Zeit (min) |
| ------ | ------------ | ---------------------------------------------------------------------------- | ---------- |
| 1 (01) | Spanien      | Óscar Husillos Lucas Búa Darwin Echeverry Samuel García                      | 3:02,32    |
| 2 (02) | Niederlande  | Maarten Stuivenberg Liemarvin Bonevacia Terrence Agard Bjorn Blauwhof        | 3:02,37    |
| 3 (03) | Tschechien   | Jan Tesař Pavel Maslák Vít Müller Patrik Šorm                                | 3:03,31    |
| 4 (10) | Griechenland | Giorgos Lampropoulos Pétros Kiriakídis Konstadínos Koutsoúkis Michail Pappas | 3:08,58    |
| 5 (11) | Belarus      | Ihar Zubko Mikita Yakauleu Aleksandr Krasovskiy Maksim Hrabarenka            | 3:09,84    |

In Klammern: Platzierung in der Gesamtwertung aus beiden Läufen
Datum: 25. Juni

#### Hochsprung
| Platz | Athlet                | Land | Höhe (m) |
| ----- | --------------------- | ---- | -------- |
| 01    | Mickaël Hanany        | FRA  | 2,26     |
| 02    | Marco Fassinotti      | ITA  | 2,22     |
| 03    | Eike Onnen            | GER  | 2,22     |
| 04    | Konstandinos Baniotis | GRC  | 2,22     |
| 04    | Norbert Kobielski     | POL  | 2,22     |
| 06    | Dmytro Demyanyuk      | UKR  | 2,17     |
| 07    | Pawel Seliwjorstau    | BLR  | 2,17     |
| 08    | Douwe Amels           | NED  | 2,12     |
| 08    | Chris Baker           | GBR  | 2,12     |
| 10    | Martin Heindl         | CZE  | 2,12     |
| 11    | Miguel Ángel Sancho   | ESP  | 2,12     |

Datum: 24. Juni

#### Stabhochsprung
| Platz | Athlet                    | Land | Höhe (m) |
| ----- | ------------------------- | ---- | -------- |
| 01    | Renaud Lavillenie         | FRA  | 5,55     |
| 02    | Igor Bychkov              | ESP  | 5,55     |
| 03    | Hendrik Gruber            | GER  | 5,55     |
| 04    | Piotr Lisek               | POL  | 5,45     |
| 05    | Menno Vloon               | NED  | 5,30     |
| 06    | Dimitrios Patsoukakis     | GRC  | 5,30     |
| 07    | Luke Cutts                | GBR  | 5,30     |
| 08    | Jan Kudlička              | CZE  | 5,30     |
| 09    | Claudio Stecchi           | ITA  | 5,30     |
| 09    | Iwan Jerjomin             | UKR  | 5,30     |
| 11    | Uladzislau Chemomarzovich | BLR  | 5,15     |

Datum: 25. Juni

#### Weitsprung
| Platz | Athlet                   | Land | Weite (m) |
| ----- | ------------------------ | ---- | --------- |
| 01    | Dan Bramble              | GBR  | 8,00      |
| 02    | Eusebio Cáceres          | ESP  | 7,96      |
| 03    | Radek Juška              | CZE  | 7,86      |
| 04    | Tomasz Jaszczuk          | POL  | 7,84      |
| 05    | Miltiadis Tendoglou      | GRC  | 7,76      |
| 06    | Kafétien Gomis           | FRA  | 7,70      |
| 07    | Kevin Ojiaku             | ITA  | 7,54      |
| 08    | Kanstanzin Barytscheuski | BLR  | 7,43      |
| 09    | Taras Neledva            | UKR  | 7,39      |
| 10    | Julian Howard            | GER  | 7,39      |
| 11    | Steven Nuytinck          | NED  | 7,31      |

Datum: 24. Juni

#### Dreisprung
| Platz | Athlet               | Land | Weite (m) |
| ----- | -------------------- | ---- | --------- |
| 01    | Max Heß              | GER  | 17,02     |
| 02    | Ben Williams         | GBR  | 16,73     |
| 03    | Pablo Torrijos       | ESP  | 16,71     |
| 04    | Jean-Marc Pontvianne | FRA  | 16,58     |
| 05    | Dimitris Tsiamis     | GRC  | 16,55     |
| 06    | Dsmitryj Platnizki   | BLR  | 16,52     |
| 07    | Karol Hoffmann       | POL  | 16,42     |
| 08    | Oleksandr Malossilow | UKR  | 16,27     |
| 09    | Fabrizio Donato      | ITA  | 15,98     |
| 10    | Fabian Florant       | NED  | 15,44     |
| 11    | Jiří Zeman           | CZE  | 15,07     |

Datum: 25. Juni

#### Kugelstoßen
| Platz | Athlet                | Land | Weite (m) |
| ----- | --------------------- | ---- | --------- |
| 01    | Tomáš Staněk          | CZE  | 21,63     |
| 02    | David Storl           | GER  | 21,23     |
| 03    | Konrad Bukowiecki     | POL  | 20,83     |
| 04    | Frédéric Dagée        | FRA  | 20,04     |
| 05    | Aljaksej Nitschypar   | BLR  | 19,77     |
| 06    | Nikolaos Skarvelis    | GRC  | 19,73     |
| 07    | Carlos Tobalina       | ESP  | 19,57     |
| 08    | Sebastiano Bianchetti | ITA  | 19,34     |
| 09    | Ihor Mussijenko       | UKR  | 19,33     |
| 10    | Scott Lincoln         | GBR  | 17,96     |
| 11    | Erik Cadée            | NED  | 16,79     |

Datum: 24. Juni

#### Diskuswurf
| Platz | Athlet               | Land | Weite (m) |
| ----- | -------------------- | ---- | --------- |
| 01    | Robert Harting       | GER  | 66,30     |
| 02    | Robert Urbanek       | POL  | 66,25     |
| 03    | Lolassonn Djouhan    | FRA  | 64,35     |
| 04    | Erik Cadée           | NED  | 62,22     |
| 05    | Zane Duquemin        | GBR  | 61,23     |
| 06    | Lois Maikel Martínez | ESP  | 60,86     |
| 07    | Hannes Kirchler      | ITA  | 59,84     |
| 08    | Marek Bárta          | CZE  | 59,84     |
| 09    | Wiktar Trus          | BLR  | 58,35     |
| 10    | Iwan Panassjuk       | UKR  | 54,73     |
| 11    | Iáson Thanópoulos    | GRC  | 54,40     |

Datum: 25. Juni

#### Hammerwurf
| Platz | Athlet                | Land | Weite (m) |
| ----- | --------------------- | ---- | --------- |
| 01    | Paweł Fajdek          | POL  | 78,29     |
| 02    | Pawel Barejscha       | BLR  | 77,52     |
| 03    | Nick Miller           | GBR  | 76,65     |
| 04    | Quentin Brigot        | FRA  | 76,63     |
| 05    | Serhij Reheda         | UKR  | 75,10     |
| 06    | Marco Lingua          | ITA  | 74,69     |
| 07    | Alexander Ziegler     | GER  | 69,02     |
| 08    | Michalis Anastasakis  | GRC  | 67,68     |
| 09    | Miguel Alberto Blanco | ESP  | 67,65     |
| 10    | Sander Stok           | NED  | 55,55     |
| NMW   | Miroslav Pavlíček     | CZE  | ogV       |

Datum: 25. Juni

#### Speerwurf
| Platz | Athlet           | Land | Weite (m) |
| ----- | ---------------- | ---- | --------- |
| 01    | Jakub Vadlejch   | CZE  | 87,95     |
| 02    | Ioannis Kyriazis | GRC  | 86,33     |
| 03    | Thomas Röhler    | GER  | 84,22     |
| 04    | Pawel Mjaleschka | BLR  | 80,41     |
| 05    | Hubert Chmielak  | POL  | 75,81     |
| 06    | Jurij Kuschniruk | UKR  | 74,14     |
| 07    | Mauro Fraresso   | ITA  | 73,67     |
| 08    | Matti Mortimore  | GBR  | 72,42     |
| 09    | Thomas van Ophem | NED  | 71,28     |
| 10    | Jérémy Nicollin  | FRA  | 70,17     |
| 11    | Odei Jainaga     | ESP  | 69,85     |

Datum: 24. Juni

### Frauen

#### 100 m

##### Ausscheidungsrennen 1
| Platz | Athletin                     | Land | Zeit (s) |
| ----- | ---------------------------- | ---- | -------- |
| 1 (2) | Gina Lückenkemper            | GER  | 11,40    |
| 2 (4) | Grigoria-Emmanouela Keramida | GRC  | 11,54    |
| 3 (6) | Kryszina Zimanouskaja        | BLR  | 11,62    |
| DSQ   | Ewa Swoboda                  | POL  |          |
| DOP   | Olessja Powch                | UKR  |          |

In Klammern: Platzierung in der Gesamtwertung aus beiden Läufen
Die Sprinterinnen auf den Rängen eins bis acht qualifizierten sich für das Finale. Die Teilnehmerinnen auf den Plätzen neun bis elf schieden aus und gingen mit den hier erreichten Punkten in die Wertung ein.
 ausgeschieden
Datum: 23. Juni
Wind: −0,1 m/s
Die Ukrainerin Olessja Powch wurde für vier Jahre gesperrt, nachdem in ihren Dopingproben von den Olympischen Spielen 2016 bei Nachtests das Sexualhormon Testosteron gefunden worden war. Alle ab dem 15. Juni 2016 bis zum 14. Juni 2020 erzielten Ergebnisse wurden ihr aberkannt. Im Rennen über 100 Meter war sie im ersten Ausscheidungslauf bereits aus einem anderen Grund disqualifiziert worden. Von der dopingbedingten nachträglichen Disqualifikation war auch die zunächst drittplatzierte ukrainische 4-mal-100-Meter-Staffel betroffen, in der Olessja Powch Startläuferin war.

##### Ausscheidungsrennen 2
| Platz | Athletin            | Land | Zeit (s) |
| ----- | ------------------- | ---- | -------- |
| 1 (1) | Carolle Zahi        | FRA  | 11,34    |
| 2 (3) | Corinne Humphreys   | GBR  | 11,53    |
| 3 (5) | Naomi Sedney        | NED  | 11,61    |
| 4 (7) | Audrey Alloh        | ITA  | 11,70    |
| 5 (8) | Barbora Procházková | CZE  | 11,76    |
| 6 (9) | Cristina Lara       | ESP  | 11,87    |

In Klammern: Platzierung in der Gesamtwertung aus beiden Läufen
Die Sprinterinnen auf den Rängen eins bis acht qualifizierten sich für das Finale. Die Teilnehmerinnen auf den Plätzen neun bis elf schieden aus und gingen mit den hier erreichten Punkten in die Wertung ein.
 ausgeschieden
Datum: 23. Juni
Wind: −0,2 m/s

##### Finale
| Platz | Athletin                     | Land | Zeit (min) |
| ----- | ---------------------------- | ---- | ---------- |
| 1     | Carolle Zahi                 | FRA  | 11,19      |
| 2     | Gina Lückenkemper            | GER  | 11,35      |
| 3     | Corinne Humphreys            | GBR  | 11,50      |
| 4     | Naomi Sedney                 | NED  | 11,51      |
| 5     | Kryszina Zimanouskaja        | BLR  | 11,56      |
| 6     | Grigoria-Emmanouela Keramida | GRC  | 11,60      |
| 7     | Barbora Procházková          | CZE  | 11,70      |
| 8     | Audrey Alloh                 | ITA  | 11,72      |

Datum: 24. Juni
Wind: +0,4 m/s

#### 200 m

##### Ausscheidungsrennen 1
| Platz | Athletin              | Land | Zeit (s) |
| ----- | --------------------- | ---- | -------- |
| 1 (1) | Estela García         | ESP  | 23,13    |
| 2 (2) | Rebekka Haase         | GER  | 23,19    |
| 3 (3) | Kryszina Zimanouskaja | BLR  | 23,19    |
| 4 (5) | Finette Agyapong      | GBR  | 23,31    |
| 5 (8) | Alina Kalistratova    | UKR  | 23,77    |

In Klammern: Platzierung in der Gesamtwertung aus beiden Läufen
Die Sprinterinnen auf den Rängen eins bis acht qualifizierten sich für das Finale. Die Teilnehmerinnen auf den Plätzen neun bis elf schieden aus und gingen mit den hier erreichten Punkten in die Wertung ein.
 ausgeschieden
Datum: 23. Juni
Wind: +0,7 m/s

##### Ausscheidungsrennen 2
| Platz  | Athletin          | Land | Zeit (s) |
| ------ | ----------------- | ---- | -------- |
| 1 (04) | Maria Belimbasaki | GRC  | 23,27    |
| 2 (06) | Anna Kiełbasińska | POL  | 23,62    |
| 3 (07) | Fanny Peltier     | FRA  | 23,70    |
| 4 (09) | Tessa van Schagen | NED  | 23,77    |
| 5 (10) | Nikola Bendová    | CZE  | 23,99    |
| 6 (11) | Irene Siragusa    | ITA  | 23,99    |

In Klammern: Platzierung in der Gesamtwertung aus beiden Läufen
Die Sprinterinnen auf den Rängen eins bis acht qualifizierten sich für das Finale. Die Teilnehmerinnen auf den Plätzen neun bis elf schieden aus und gingen mit den hier erreichten Punkten in die Wertung ein.
 ausgeschieden
Datum: 23. Juni
Wind: +0,1 m/s

##### Finale
| Platz | Athletin              | Land | Zeit (min) |
| ----- | --------------------- | ---- | ---------- |
| 1     | Maria Belimbasaki     | GRC  | 22,6       |
| 2     | Anna Kiełbasińska     | POL  | 22,8       |
| 3     | Rebekka Haase         | GER  | 22,8       |
| 4     | Finette Agyapong      | GBR  | 23,0       |
| 5     | Kryszina Zimanouskaja | BLR  | 23,1       |
| 6     | Estela García         | ESP  | 23,1       |
| 7     | Alina Kalistratova    | UKR  | 23,4       |
| 8     | Fanny Peltier         | FRA  | 23,5       |

Datum: 25. Juni
Wind: +0,4 m/s

#### 400 m

##### Ausscheidungsrennen 1
| Platz | Athletin         | Land | Zeit (s) | Anmerkung                              |
| ----- | ---------------- | ---- | -------- | -------------------------------------- |
| 1 (1) | Laura Müller     | GER  | 52,04    |                                        |
| 2 (6) | Lisanne de Witte | NED  | 52,67    |                                        |
| 3 (8) | Laura Bueno      | ESP  | 53,15    | eigentlich für das Finale qualifiziert |
| 4 (9) | Marcela Pírková  | CZE  | 53,60    |                                        |
| DOP   | Olha Semljak     | UKR  | k. A.    | für das Finale zugelassen              |

In Klammern: Platzierung in der Gesamtwertung aus beiden Läufen
Die Sprinterinnen auf den Rängen eins bis acht qualifizierten sich für das Finale. Die Teilnehmerinnen auf den Plätzen neun bis elf schieden aus und gingen mit den hier erreichten Punkten in die Wertung ein.
 ausgeschieden
Datum: 23. Juni

##### Ausscheidungsrennen 2
| Platz  | Athletin                 | Land | Zeit (s) |
| ------ | ------------------------ | ---- | -------- |
| 1 (02) | Déborah Sananes          | FRA  | 52,45    |
| 2 (03) | Irini Vasiliou           | GRC  | 52,52    |
| 3 (04) | Iga Baumgart             | POL  | 52,61    |
| 4 (05) | Maria Benedicta Chigbolu | ITA  | 52,64    |
| 5 (07) | Mary Abichi              | GBR  | 52,92    |
| 6 (10) | Ilona Ussowitsch         | BLR  | 53,20    |

In Klammern: Platzierung in der Gesamtwertung aus beiden Läufen
Die Sprinterinnen auf den Rängen eins bis acht qualifizierten sich für das Finale. Die Teilnehmerinnen auf den Plätzen neun bis elf schieden aus und gingen mit den hier erreichten Punkten in die Wertung ein.
 ausgeschieden
Datum: 23. Juni
Die Ukrainerin Olha Semljak wurde für das Finale zugelassen, weil sich ihre Dopingbetrug erst mehr als zwei Jahre später herausstellte. Betrogen wurde dadurch vor allem die Tschechin Marcela Pírková, die eigentlich für das Finale startberechtigt gewesen wäre.

##### Finale
| Platz | Athletin                 | Land | Zeit (min) |
| ----- | ------------------------ | ---- | ---------- |
| 1     | Lisanne de Witte         | NED  | 51,71      |
| 2     | Laura Müller             | GER  | 52,09      |
| 3     | Iga Baumgart             | POL  | 52,18      |
| 4     | Maria Benedicta Chigbolu | ITA  | 52,36      |
| 5     | Mary Abichi              | GBR  | 52,60      |
| 6     | Irini Vasiliou           | GRC  | 52,74      |
| 7     | Déborah Sananes          | FRA  | 53,01      |
| DOP   | Olha Semljak             | UKR  | 51,88      |

Datum: 24. Juni
Der zunächst zweitplatzierten Ukrainerin Olha Semljak wurde im März 2019 bei Nachtests ihrer Dopingproben von den Olympischen Spielen 2016 nachgewiesen, dass sie das Sexualhormon Testosteron eingesetzt hatte. Alle ihre seit dem 5. Juli 2016 erzielten Resultate wurden annulliert. Darüber hinaus wurde eine Wettkampfsperre von acht Jahren vom 5. Juli 2016 bis 4. Juli 2024 gegen sie ausgesprochen. Disqualifiziert wurde auch die zunächst zweitplatzierte ukrainische 4-mal-400-Meter-Staffel, in welcher die gedopte Athletin den Schlusspart gelaufen war.

#### 800 m
| Platz | Athletin                 | Land | Zeit (min) |
| ----- | ------------------------ | ---- | ---------- |
| 01    | Olha Ljachowa            | UKR  | 2:03,09    |
| 02    | Yusneysi Santiusti       | ITA  | 2:03,56    |
| 03    | Esther Guerrero          | ESP  | 2:03,70    |
| 04    | Joanna Jóźwik            | POL  | 2:03,81    |
| 05    | Christina Hering         | GER  | 2:04,19    |
| 06    | Konstantina Giannopoulou | GRC  | 2:04,60    |
| 07    | Maryna Arsamassawa       | BLR  | 2:04,86    |
| 08    | Kateřina Hálová          | CZE  | 2:05,03    |
| 09    | Katie Snowden            | GBR  | 2:05,19    |
| 10    | Clarisse Moh             | FRA  | 2:05,82    |
| 11    | Danaïd Prinsen           | NED  | 2:08,02    |

Datum: 24. Juni

#### 1500 m
| Platz | Athletin                 | Land | Zeit (min) |
| ----- | ------------------------ | ---- | ---------- |
| 01    | Konstanze Klosterhalfen  | GER  | 4:09.57    |
| 02    | Angelika Chichocka       | POL  | 4:12,16    |
| 03    | Natalija Pryschtschepa   | UKR  | 4:13,51    |
| 04    | Darja Baryssewitsch      | BLR  | 4:14,37    |
| 05    | Marta Pérez              | ESP  | 4:14,68    |
| 06    | Maureen Kloster          | NED  | 4:15,12    |
| 07    | Kristiina Mäki           | CZE  | 4:16,43    |
| 08    | Elodie Normand           | FRA  | 4:17,53    |
| 09    | Rhianwedd Price          | GBR  | 4:17,60    |
| 10    | Yusneysi Santiusti       | ITA  | 4:19,59    |
| 11    | Konstantina Giannopoulou | GRC  | 4:31,58    |

Datum: 25. Juni

#### 3000 m
| Platz | Athletin                 | Land | Zeit (min) |
| ----- | ------------------------ | ---- | ---------- |
| 01    | Sofia Ennaoui            | POL  | 9:01,24    |
| 02    | Hanna Klein              | GER  | 9:01,64    |
| 03    | Simona Vrzalová          | CZE  | 9:02,77    |
| 04    | Susan Krumins            | NED  | 9:03,16    |
| 05    | Nuria Fernández          | ESP  | 9:03,40    |
| 06    | Margherita Magnani       | ITA  | 9:03,75    |
| 07    | Tatsiana Stsefanenka     | BLR  | 9:07,08    |
| 08    | Harriet Knowles-Jones    | GBR  | 9:14,86    |
| 09    | Anastasia Marinakou      | GRC  | 9:20,15    |
| 10    | Ophélie Claude-Boxberger | FRA  | 9:34,10    |
| DOP   | Wiktorija Pohorjelska    | UKR  | 9:06,02    |

Datum: 24. Juni
Die zunächst siebtplatziere Ukrainerin Wiktorija Pohorjelska wurde im Jahr 2020 aufgrund eines nachträglich festgestellten Verstoßes gegen die Antidopingbestimmungen sanktioniert. Sie erhielt eine Sperre von vier Jahren und unter anderem ihr hier in Villeneuve-d’Ascq erzieltes Resultat wurde gestrichen.

#### 5000 m
| Platz | Athletin          | Land | Zeit (min) |
| ----- | ----------------- | ---- | ---------- |
| 01    | Ana Lozano        | ESP  | 15:18,40   |
| 02    | Julija Schmatenko | UKR  | 15:30,36   |
| 03    | Alina Reh         | GER  | 15:32,50   |
| 04    | Liv Westphal      | FRA  | 15:34,73   |
| 05    | Paulina Kaczyńska | POL  | 16:01,68   |
| 06    | Calli Thackery    | GBR  | 16:12,16   |
| 07    | Nina Sawina       | BLR  | 16:17,81   |
| 08    | Moira Stewartová  | CZE  | 16:22,38   |
| 09    | Anne Luijten      | NED  | 16:24,05   |
| 10    | Isabel Mattuzzi   | ITA  | 16:33,19   |
| 11    | Ourania Rebouli   | GRC  | 17:31,47   |

Datum: 25. Juni

#### 100 m Hürden

##### Ausscheidungsrennen 1
| Platz | Athletin           | Land | Zeit (s) |
| ----- | ------------------ | ---- | -------- |
| 1 (1) | Pamela Dutkiewicz  | GER  | 12,82    |
| 2 (2) | Elisavet Pesiridou | GRC  | 13,03    |
| 3 (3) | Laura Valette      | FRA  | 13,04    |
| 4 (4) | Hanna Plotizyna    | UKR  | 13,05    |
| 5 (9) | Veronica Borsi     | ITA  | 13,61    |

In Klammern: Platzierung in der Gesamtwertung aus beiden Läufen
Die Hürdensprinterinnen auf den Rängen eins bis acht qualifizierten sich für das Finale. Die Teilnehmerinnen auf den Plätzen neun bis elf schieden aus und gingen mit den hier erreichten Punkten in die Wertung ein.
 ausgeschieden
Datum: 23. Juni
Wind: −0,4 m/s

##### Ausscheidungsrennen 2
| Platz  | Athletin          | Land | Zeit (s) |
| ------ | ----------------- | ---- | -------- |
| 1 (05) | Alina Talaj       | BLR  | 13,11    |
| 2 (06) | Karolina Kołeczek | POL  | 13,17    |
| 3 (07) | Alicia Barrett    | GBR  | 13,32    |
| 4 (08) | Teresa Errandonea | ESP  | 13,37    |
| 5 (10) | Lucie Koudelová   | CZE  | 13,70    |
| DSQ    | Sharona Bakker    | NED  |          |

In Klammern: Platzierung in der Gesamtwertung aus beiden Läufen
Die Hürdensprinterinnen auf den Rängen eins bis acht qualifizierten sich für das Finale. Die Teilnehmerinnen auf den Plätzen neun bis elf schieden aus und gingen mit den hier erreichten Punkten in die Wertung ein.
 ausgeschieden
Datum: 23. Juni
Wind: +0,1 m/s

##### Finale
| Platz | Athletin           | Land | Zeit (min) |
| ----- | ------------------ | ---- | ---------- |
| 1     | Pamela Dutkiewicz  | GER  | 12,75      |
| 2     | Alina Talaj        | BLR  | 12,91      |
| 3     | Hanna Plotizyna    | UKR  | 13,05      |
| 4     | Elisavet Pesiridou | GRC  | 13,12      |
| 5     | Laura Valette      | FRA  | 13,24      |
| 6     | Alicia Barrett     | GBR  | 13,27      |
| DSQ   | Teresa Errandonea  | ESP  |            |
| DSQ   | Karolina Kołeczek  | POL  |            |

Datum: 25. Juni
Wind: +0,4 m/s

#### 400 m Hürden

##### Ausscheidungsrennen 1
| Platz | Athletin           | Land | Zeit (s) |
| ----- | ------------------ | ---- | -------- |
| 1 (1) | Eilidh Doyle       | GBR  | 55,76    |
| 2 (5) | Joanna Linkiewicz  | POL  | 57,39    |
| 3 (6) | Jackie Baumann     | GER  | 57,52    |
| 4 (8) | Katerina Dalaka    | GRC  | 58,09    |
| 5 (9) | Anna Sjoukje Runia | NED  | 59,43    |

In Klammern: Platzierung in der Gesamtwertung aus beiden Läufen
Die Hürdenläuferinnen auf den Rängen eins bis acht qualifizierten sich für das Finale. Die Teilnehmerinnen auf den Plätzen neun bis elf schieden aus und gingen mit den hier erreichten Punkten in die Wertung ein.
 ausgeschieden
Datum: 23. Juni

##### Ausscheidungsrennen 2
| Platz  | Athletin                | Land | Zeit (s) |
| ------ | ----------------------- | ---- | -------- |
| 1 (02) | Yadisleidy Pedroso      | ITA  | 56,29    |
| 2 (03) | Olena Kolesnytschenko   | UKR  | 56,33    |
| 3 (04) | Denisa Rosolová         | CZE  | 56,33    |
| 4 (07) | Phara Anacharsis        | FRA  | 57,63    |
| 5 (10) | Katsiaryna Khairulina   | BLR  | 59,70    |
| 6 (11) | Sonia Nasarre Guillamon | ESP  | 60,85    |

In Klammern: Platzierung in der Gesamtwertung aus beiden Läufen
Die Hürdenläuferinnen auf den Rängen eins bis acht qualifizierten sich für das Finale. Die Teilnehmerinnen auf den Plätzen neun bis elf schieden aus und gingen mit den hier erreichten Punkten in die Wertung ein.
 ausgeschieden
Datum: 23. Juni

##### Finale
| Platz | Athletin              | Land | Zeit (min) |
| ----- | --------------------- | ---- | ---------- |
| 1     | Eilidh Doyle          | GBR  | 54,60      |
| 2     | Yadisleidy Pedroso    | ITA  | 55,39      |
| 3     | Olena Kolesnytschenko | UKR  | 55,51      |
| 4     | Denisa Rosolová       | CZE  | 55,59      |
| 5     | Joanna Linkiewicz     | POL  | 55,98      |
| 6     | Phara Anacharsis      | FRA  | 57,08      |
| 7     | Jackie Baumann        | GER  | 57,98      |
| 8     | Katerina Dalaka       | GRC  | 58,21      |

Datum: 24. Juni

#### 3000 m Hindernis
| Platz | Athlet                | Land | Zeit (min) |
| ----- | --------------------- | ---- | ---------- |
| 01    | Gesa Felicitas Krause | GER  | 09:27,02   |
| 02    | Lennie Waite          | GBR  | 09:43,33   |
| 03    | Irene Sánchez         | ESP  | 09:43,51   |
| 04    | Francesca Bertoni     | ITA  | 09:43,80   |
| 05    | Lucie Sekanová        | CZE  | 09:43,88   |
| 06    | Natalija Strebkowa    | UKR  | 09:44,57   |
| 07    | Maëva Danois          | FRA  | 09:47,50   |
| 08    | Matylda Kowal         | POL  | 10:01,98   |
| 09    | Veerle Bakker         | NED  | 10:16,15   |
| 10    | Marina Maniadaki      | GRC  | 10:46,74   |
| DOP   | Anastassija Pusakowa  | BLR  | 09:58,37   |

Datum: 24. Juni
Die zunächst achtplatzierte Belarussin Anastassija Pusakowa wurde wegen eines Verstoßes gegen die Antidopingbestimmungen vom 7. Juni 2017 für vier Jahre gesperrt. Alle ihre seit dem Verstoß bis zum Ende der Sperre erzielten Resultate wurden annulliert.

#### 4 × 100 m Staffel

##### Lauf 1
| Platz | Besetzung      | Land                                                              | Zeit (s) |
| ----- | -------------- | ----------------------------------------------------------------- | -------- |
| 1 (1) | Deutschland    | Lara Matheis Alexandra Burghardt Gina Lückenkemper Rebekka Haase  | 42,47    |
| 2 (2) | Polen          | Kamila Ciba Marika Popowicz-Drapała Anna Kiełbasińska Ewa Swoboda | 43,07    |
| 3 (5) | Spanien        | Alazne Furundarena Paula Sevilla Estela García Cristina Lara      | 44,03    |
| 4 (6) | Tschechien     | Klára Seidlová Barbora Procházková Jana Slaninová Marcela Pírková | 44,10    |
| DNF   | Großbritannien | Asha Philip Desirèe Henry Shannon Hylton Daryll Neita             |          |
| DSQ   | Frankreich     | Floriane Gnafoua Stella Akakpo Charlotte Jeanne Carolle Zahi      |          |

In Klammern: Platzierung in der Gesamtwertung aus beiden Läufen
Datum: 24. Juni

##### Lauf 2
| Platz | Besetzung    | Land                                                                              | Zeit (s) |
| ----- | ------------ | --------------------------------------------------------------------------------- | -------- |
| 1 (3) | Italien      | Gloria Hooper Irene Siragusa Anna Bongiorni Audrey Alloh                          | 43,38    |
| 2 (4) | Niederlande  | Jamile Samuel Dafne Schippers Tessa van Schagen Naomi Sedney                      | 43,56    |
| 3 (7) | Griechenland | Grigoria-Emmanouela Keramida Elisavet Pesiridou Katerina Dalaka Maria Belimbasaki | 44,20    |
| 4 (8) | Belarus      | Alina Talaj Krystsina Radzivanyuk Katsiaryna Kharashkevich Elwira Herman          | 45,06    |
| DOP   | Ukraine      | Olessja Powch Chrystyna Stuj Jana Katschur Jelysaweta Bryshina                    | 43,09    |

In Klammern: Platzierung in der Gesamtwertung aus beiden Läufen
Datum: 24. Juni
Die zunächst drittplatzierte Staffel aus der Ukraine wurde disqualifiziert, nachdem sich herausgestellt hatte, dass die Startläuferin Olessja Powch gedopt hatte. Die Athletin wurde für vier Jahre gesperrt, nachdem in ihren Dopingproben von den Olympischen Spielen 2016 bei Nachtests das Sexualhormon Testosteron gefunden worden war. Alle ab dem 15. Juni 2016 bis zum 14. Juni 2020 erzielten Ergebnisse wurden der Sprinterin aberkannt. Von der dopingbedingten nachträglichen Disqualifikation war auch Alessja Powchs Resultat im 100-Meter-Einzelrennen betroffen, in dem sie bereits im Ausscheidungslauf aus einem anderen Grund disqualifiziert worden war.

#### 4 × 400 m Staffel

##### Lauf 1
| Platz | Besetzung      | Land                                                                      | Zeit (min) |
| ----- | -------------- | ------------------------------------------------------------------------- | ---------- |
| 1 (1) | Polen          | Iga Baumgart Patrycja Wyciszkiewicz Martyna Dąbrowska Małgorzata Hołub    | 3:27,60    |
| 2 (2) | Deutschland    | Laura Müller Nadine Gonska Hannah Mergenthaler Ruth Sophia Spelmeyer      | 3:28,47    |
| 3 (3) | Großbritannien | Emily Diamond Laviai Nielsen Kirsten McAslan Anyika Onuora                | 3:28,96    |
| 4 (4) | Frankreich     | Déborah Sananes Elea Mariama Diarra Louise-Anne Bertheau Agnès Raharolahy | 3:29,09    |
| 5 (5) | Italien        | Raphaela Lukudo Marzia Caravelli Gloria Hooper Maria Enrica Spacca        | 3:29,84    |
| DOP   | Ukraine        | Kateryna Karpjuk Olha Ljachowa Anastassija Bryshina Olha Semljak          | 3:28,02    |

In Klammern: Platzierung in der Gesamtwertung aus beiden Läufen
Der Schlussläuferin Olha Semljak der zunächst zweitplatzierten ukrainischen Staffel wurde im März 2019 bei Nachtests ihrer Dopingproben von den Olympischen Spielen 2016 nachgewiesen, dass sie das Sexualhormon Testosteron eingesetzt hatte. Alle ihre seit dem 5. Juli 2016 erzielten Resultate wurden annulliert. Darüber hinaus wurde eine Wettkampfsperre von acht Jahren vom 5. Juli 2016 bis 4. Juli 2024 gegen sie ausgesprochen. Disqualifiziert wurde die Athletin auch im 400-Meter-Einzelrennen, in welchem sie zunächst den zweiten Platz belegt hatte.

##### Lauf 2
| Platz  | Besetzung    | Land                                                                      | Zeit (min) |
| ------ | ------------ | ------------------------------------------------------------------------- | ---------- |
| 1 (06) | Niederlande  | Anna Sjoukje Runia Lisanne de Witte Laura de Witte Eva Hovenkamp          | 3:31,79    |
| 2 (07) | Griechenland | Despina Mourta Ánna Vasilíou Andriana Ferra Irini Vasiliou                | 3:32,80    |
| 3 (08) | Spanien      | Carmen Sánchez Laura Bueno Aauri Bokesa Elena Moreno                      | 3:33,70    |
| 4 (09) | Tschechien   | Helena Jiranová Katerina Hálová Marcela Pírková Tereza Petržilková        | 3:35,41    |
| 5 (10) | Belarus      | Yuliya Kastsiuchkova Viktoria Kushnir Maryna Arsamassawa Ilona Ussowitsch | 3:38,28    |

In Klammern: Platzierung in der Gesamtwertung aus beiden Läufen
Datum: 25. Juni

#### Hochsprung
| Platz | Athletin                   | Land | Höhe (m) |
| ----- | -------------------------- | ---- | -------- |
| 01    | Kamila Lićwinko            | POL  | 1,97     |
| 02    | Marie-Laurence Jungfleisch | GER  | 1,97     |
| 03    | Michaela Hrubá             | CZE  | 1,94     |
| 03    | Alessia Trost              | ITA  | 1,94     |
| 05    | Tatiana Gousin             | GRC  | 1,90     |
| 06    | Oksana Okunjewa            | UKR  | 1,90     |
| 07    | Morgan Lake                | GBR  | 1,85     |
| 07    | Karyna Taranda             | BLR  | 1,85     |
| 09    | Saleta Fernández           | ESP  | 1,80     |
| 09    | Lisanne Hagens             | NED  | 1,80     |
| 11    | Marine Vallet              | FRA  | 1,80     |

Datum: 25. Juni

#### Stabhochsprung
| Platz | Athletin              | Land | Höhe (m) |
| ----- | --------------------- | ---- | -------- |
| 01    | Katerina Stefanidi    | GRC  | 4,70     |
| 02    | Iryna Schuk           | BLR  | 4,60     |
| 03    | Ninon Guillon-Romarin | FRA  | 4,45     |
| 04    | Romana Maláčová       | CZE  | 4,35     |
| 05    | Femke Pluim           | NED  | 4,35     |
| 06    | Sally Peake           | GBR  | 4,35     |
| 07    | Jana Hladijtschuk     | UKR  | 4,20     |
| 08    | Kamila Przybyła       | POL  | 4,20     |
| 09    | Miren Bartolomé       | ESP  | 4,20     |
| 10    | Sonia Malavisi        | ITA  | 4,20     |
| DNS   | Lisa Ryzih            | GER  |          |

#### Weitsprung
| Platz | Athletin                | Land | Weite (m) |
| ----- | ----------------------- | ---- | --------- |
| 01    | Claudia Salman-Rath     | GER  | 6,66      |
| 02    | Rougui Sow              | FRA  | 6,45      |
| 03    | Maryna Bech             | UKR  | 6,43      |
| 04    | Jasmin Sawyers          | GBR  | 6,42      |
| 05    | Anna Jagaciak-Michalska | POL  | 6,35      |
| 06    | Laura Strati            | ITA  | 6,35      |
| 07    | Juliet Itoya            | ESP  | 6,32      |
| 08    | Wijaleta Skwarzowa      | BLR  | 6,13      |
| 09    | Barbora Dvořáková       | CZE  | 6,01      |
| 10    | Chaido Alexouli         | GRC  | 5,94      |
| 11    | Tara Yoro               | NED  | 5,40      |

Datum: 25. Juni

#### Dreisprung
| Platz | Athletin                | Land | Weite (m) |
| ----- | ----------------------- | ---- | --------- |
| 01    | Paraskevi Papachristou  | GRC  | 14,24     |
| 02    | Kristin Gierisch        | GER  | 14,13     |
| 03    | Jeanine Assani-Issouf   | FRA  | 14,00     |
| 04    | Lucie Májková           | CZE  | 13,73     |
| 05    | Anna Jagaciak-Michalska | POL  | 13,71     |
| 06    | Olha Saladucha          | UKR  | 13,62     |
| 07    | Iryna Waskouskaja       | BLR  | 13,58     |
| 08    | Ana Peleteiro           | ESP  | 13,54     |
| 09    | Shara Proctor           | GBR  | 13,39     |
| 10    | Dariya Derkach          | ITA  | 13,37     |
| 11    | Maureen Herremans       | NED  | 11,93     |

Datum: 24. Juni

#### Kugelstoßen
| Platz | Athletin             | Land | Weite (m) |
| ----- | -------------------- | ---- | --------- |
| 01    | Aljona Dubizkaja     | BLR  | 18,39     |
| 02    | Melissa Boekelman    | NED  | 17,72     |
| 03    | Paulina Guba         | POL  | 17,67     |
| 04    | Sara Gambetta        | GER  | 17,49     |
| 05    | Jessica Cérival      | FRA  | 16,86     |
| 06    | Úrsula Ruiz          | ESP  | 16,68     |
| 07    | Chiara Rosa          | ITA  | 16,63     |
| 08    | Halyna Obleschtschuk | UKR  | 16,56     |
| 09    | Stamatia Skarvelis   | GRC  | 16,42     |
| 10    | Amelia Strickler     | GBR  | 15,40     |
| 11    | Petra Klementová     | CZE  | 15,31     |

Datum: 25. Juni

#### Diskuswurf
| Platz | Athletin                  | Land | Weite (m) |
| ----- | ------------------------- | ---- | --------- |
| 01    | Mélina Robert-Michon      | FRA  | 62,62     |
| 02    | Nadine Müller             | GER  | 62,57     |
| 03    | Chrysoula Anagnostopoulou | GRC  | 59,28     |
| 04    | Natalija Semenowa         | UKR  | 58,93     |
| 05    | Eliška Staňková           | CZE  | 58,44     |
| 06    | Daisy Osakue              | GBR  | 57,64     |
| 07    | Lidia Augustyniak         | POL  | 56,59     |
| 08    | Sabina Asenjo             | ESP  | 56,42     |
| 09    | Corinne Nugter            | NED  | 56,39     |
| 10    | Jade Lally                | GBR  | 54,01     |
| 11    | Swjatlana Sjarowa         | BLR  | 50,98     |

Datum: 24. Juni

#### Hammerwurf
| Platz | Athletin            | Land | Weite (m) |
| ----- | ------------------- | ---- | --------- |
| 01    | Hanna Malyschtschyk | BLR  | 74,56     |
| 02    | Malwina Kopron      | POL  | 73,06     |
| 03    | Aljona Schamotina   | UKR  | 70,02     |
| 04    | Alexandra Tavernier | FRA  | 69,40     |
| 05    | Sophie Hitchon      | GBR  | 69,30     |
| 06    | Berta Castells      | ESP  | 67,44     |
| 07    | Kateřina Šafránková | CZE  | 65,85     |
| 08    | Kathrin Klaas       | GER  | 64,43     |
| 09    | Sara Fantini        | ITA  | 63,19     |
| 10    | Iliana Korosidou    | GRC  | 62,63     |
| 11    | Wendy Koolhaas      | NED  | 60,54     |

Datum: 24. Juni

#### Speerwurf
| Platz | Athletin               | Land | Weite (m) |
| ----- | ---------------------- | ---- | --------- |
| 01    | Barbora Špotáková      | CZE  | 65,14     |
| 02    | Tazzjana Chaladowitsch | BLR  | 64,60     |
| 03    | Marcelina Witek        | POL  | 60,98     |
| 04    | Katharina Molitor      | GER  | 60,71     |
| 05    | Sofia Yfandidou        | GRC  | 58,21     |
| 06    | Hanna Gazko-Fedussowa  | UKR  | 56,02     |
| 07    | Paola Padovan          | ITA  | 55,45     |
| 08    | Lidia Parada           | ESP  | 51,05     |
| 09    | Alexia Kogut Kubiak    | FRA  | 50,11     |
| 10    | Lisanne Schol          | NED  | 49,94     |
| DOP   | Joanna Blair           | GBR  | 50,61     |

Datum: 25. Juni
In der bei der Team-EM hier in Villeneuve-d’Ascq genommenen Dopingprobe der zunächst neuntplatzierten Britin Joanna Blair wurde das anabole Steroid Metandienon gefunden. Das Vergehen der Werferin wurde mit einer vierjährigen Sperre sanktioniert und ihr hier erzieltes Resultat wurde gestrichen.

## Videolinks
- Superleague
  - Highlights of the European Athletics Team Championships 2017 (Super League) in Lille youtube.com, abgerufen am 25. April 2024
  - European Athletics Team Championships Lille, 1rd day, 23 June 2017 youtube.com, abgerufen am 25. April 2024
  - European Athletics Team Championships Lille, 2rd day, 24 June 2017 youtube.com, abgerufen am 25. April 2024
  - European Athletics Team Championships Lille, 3rd day, 25 June 2017 youtube.com, abgerufen am 25. April 2024
  - Germany on the podium European Athletics Team Championships 2017 Lille youtube.com, abgerufen am 25. April 2024
  - HARRY AA WINS Men's 100m Final - European Athletics Team Championships 2017 youtube.com, abgerufen am 25. April 2024
  - Mens 200m Final - European Athletics Team Championships 2017 - Nuffin' Long Athletics youtube.com, abgerufen am 25. April 2024
  - ORTEGA WINS Mens 110m Hurdles Final - European Athletics Team Championships 2017 youtube.com, abgerufen am 25. April 2024
  - GB RUN CHAMPIONSHIP RECORD Mens 4x100m - European Athletics Team Championships 2017 youtube.com, abgerufen am 25. April 2024
  - Mens 4x400m Relay Final A - European Athletics Team Championships 2017 youtube.com, abgerufen am 25. April 2024
  - Lolassonn Djouhan 64.35m European Team Championships 2017 youtube.com, abgerufen am 25. April 2024
  - Men's Javelin Throw / European Athletics / Team Championships 2017 youtube.com, abgerufen am 25. April 2024
  - Womens 100m Final - European Athletics Team Championships 2017 youtube.com, abgerufen am 25. April 2024
  - GB WOMEN DQ'd Womens 4x100m Relay - European Athletics Team Championships 2017 youtube.com, abgerufen am 25. April 2024
  - Kristin Gierisch all jumps European Athletics Team Championships 2017 Lille youtube.com, abgerufen am 25. April 2024
- Liga 1
  - 400m Men Final - European Athletics Team Championships First League Vasaa 2017 youtube.com, abgerufen am 25. April 2024
  - 800m Men Final - European Athletics Team Championships First League Vasaa 2017 youtube.com, abgerufen am 25. April 2024
  - 1500m Men Final - European Athletics Team Championships First League Vasaa 2017 youtube.com, abgerufen am 25. April 2024
  - 3000m Men Final - European Athletics Team Championships First League Vasaa 2017 youtube.com, abgerufen am 25. April 2024
  - 5000m Men Final - European Athletics Team Championships First League Vasaa 2017 youtube.com, abgerufen am 25. April 2024
  - 110m Hurdles Men Final - European Athletics Team Championships First League Vasaa 2017 youtube.com, abgerufen am 25. April 2024
  - 4x400 Relay Men Final A - European Athletics Team Championships First League Vasaa 2017 youtube.com, abgerufen am 25. April 2024
  - 4x400 Relay Men Final B - European Athletics Team Championships First League Vasaa 2017 youtube.com, abgerufen am 25. April 2024
  - Men's Javelin Tero Pitkämäki 88 27m !| Vaasa European Team Championships 2017 youtube.com, abgerufen am 25. April 2024
  - 400m Women Final - European Athletics Team Championships First League Vasaa 2017 youtube.com, abgerufen am 25. April 2024
  - 800m Women Final - European Athletics Team Championships First League Vasaa 2017 youtube.com, abgerufen am 25. April 2024
  - 1500m Women Final - European Athletics Team Championships First League Vasaa 2017 youtube.com, abgerufen am 25. April 2024
  - 3000m Women Final - European Athletics Team Championships First League Vasaa 2017 youtube.com, abgerufen am 25. April 2024
  - 100m Hurdles Women Final - European Athletics Team Championships First League Vasaa 2017 youtube.com, abgerufen am 25. April 2024
  - 3000m Steeplechase Men Final - European Athletics Team Championships First League Vasaa 2017 youtube.com, abgerufen am 25. April 2024
  - 4x400 Relay Women Final A - European Athletics Team Championships First League Vasaa 2017 youtube.com, abgerufen am 25. April 2024
- Liga 2
  - 800m Men Final - European Athletics Team Championships First League Vasaa 2017 youtube.com, abgerufen am 25. April 2024